# Coniopteryx
Coniopteryx är ett släkte av insekter som beskrevs av Curtis 1834. Coniopteryx ingår i familjen vaxsländor.

## Dottertaxa tillConiopteryx, i alfabetisk ordning[1][2]
- Coniopteryx abdominalis
- Coniopteryx accrana
- Coniopteryx aegyptiaca
- Coniopteryx aequatoriana
- Coniopteryx albostriata
- Coniopteryx alifera
- Coniopteryx alinica
- Coniopteryx alticola
- Coniopteryx amazonica
- Coniopteryx ambigua
- Coniopteryx angustipennis
- Coniopteryx appendiculata
- Coniopteryx arctica
- Coniopteryx arcuata
- Coniopteryx ariasi
- Coniopteryx armata
- Coniopteryx aspoecki
- Coniopteryx atlantica
- Coniopteryx atlasensis
- Coniopteryx australis
- Coniopteryx balkhashica
- Coniopteryx biapicata
- Coniopteryx bicornis
- Coniopteryx bicuspis
- Coniopteryx bifida
- Coniopteryx bilinguata
- Coniopteryx biroi
- Coniopteryx bispinalis
- Coniopteryx borealis
- Coniopteryx botswana
- Coniopteryx brasiliensis
- Coniopteryx brevicornis
- Coniopteryx brothersi
- Coniopteryx caffer
- Coniopteryx californica
- Coniopteryx callangana
- Coniopteryx canadensis
- Coniopteryx canariensis
- Coniopteryx canopia
- Coniopteryx caudata
- Coniopteryx ceylonica
- Coniopteryx chilensis
- Coniopteryx choui
- Coniopteryx collaris
- Coniopteryx compressa
- Coniopteryx confluens
- Coniopteryx crassicornis
- Coniopteryx crispicornis
- Coniopteryx cucuminicola
- Coniopteryx curvicaudata
- Coniopteryx cyphodera
- Coniopteryx dactylifrons
- Coniopteryx delta
- Coniopteryx dentifera
- Coniopteryx deserta
- Coniopteryx diptera
- Coniopteryx diversicornis
- Coniopteryx dominicana
- Coniopteryx dorisae
- Coniopteryx dorsicornis
- Coniopteryx drammonti
- Coniopteryx dudichi
- Coniopteryx endroedyi
- Coniopteryx esbenpeterseni
- Coniopteryx exigua
- Coniopteryx ezequi
- Coniopteryx falcata
- Coniopteryx falciger
- Coniopteryx fitchi
- Coniopteryx flinti
- Coniopteryx forcipata
- Coniopteryx freytagorum
- Coniopteryx frontalis
- Coniopteryx fumata
- Coniopteryx fumicolor
- Coniopteryx furcata
- Coniopteryx fuscicornis
- Coniopteryx ghanana
- Coniopteryx gibberosa
- Coniopteryx goniocera
- Coniopteryx gonzalezi
- Coniopteryx gordica
- Coniopteryx gozmanyi
- Coniopteryx greenpeace
- Coniopteryx guangxiana
- Coniopteryx haematica
- Coniopteryx haitiensis
- Coniopteryx hastata
- Coniopteryx helvola
- Coniopteryx hoelzeli
- Coniopteryx indivisa
- Coniopteryx insularis
- Coniopteryx israelensis
- Coniopteryx isthmicola
- Coniopteryx javana
- Coniopteryx jorgei
- Coniopteryx kaindiensis
- Coniopteryx kerzhneri
- Coniopteryx ketiae
- Coniopteryx kisi
- Coniopteryx laticaudata
- Coniopteryx laticornis
- Coniopteryx latigonarcuata
- Coniopteryx latilobis
- Coniopteryx latipalpis
- Coniopteryx latistylus
- Coniopteryx lentiae
- Coniopteryx lindbergi
- Coniopteryx lobata
- Coniopteryx lobifrons
- Coniopteryx loipetsederi
- Coniopteryx loksai
- Coniopteryx longistyla
- Coniopteryx macroscapes
- Coniopteryx maculithorax
- Coniopteryx madagascariensis
- Coniopteryx makarkini
- Coniopteryx manka
- Coniopteryx martinmeinanderi
- Coniopteryx meinanderi
- Coniopteryx mexicana
- Coniopteryx minana
- Coniopteryx minuta
- Coniopteryx miraparameris
- Coniopteryx mongolica
- Coniopteryx morenoae
- Coniopteryx morobensis
- Coniopteryx mucrogonarcuata
- Coniopteryx namibica
- Coniopteryx nanningana
- Coniopteryx nigeriana
- Coniopteryx notata
- Coniopteryx obscura
- Coniopteryx obtusa
- Coniopteryx occidentalis
- Coniopteryx orba
- Coniopteryx orientalis
- Coniopteryx pacifista
- Coniopteryx pallescens
- Coniopteryx palpalis
- Coniopteryx panamensis
- Coniopteryx papuensis
- Coniopteryx paraensis
- Coniopteryx paranana
- Coniopteryx parrasi
- Coniopteryx pembertoni
- Coniopteryx pennyi
- Coniopteryx perisi
- Coniopteryx peruviensis
- Coniopteryx phaeoptera
- Coniopteryx pinkeri
- Coniopteryx plagiotropa
- Coniopteryx platyarcus
- Coniopteryx portilloi
- Coniopteryx praecisa
- Coniopteryx prehensilis
- Coniopteryx protrufrons
- Coniopteryx pygmaea
- Coniopteryx qiongana
- Coniopteryx quadricephala
- Coniopteryx quadricornis
- Coniopteryx rafaeli
- Coniopteryx ralumensis
- Coniopteryx renate
- Coniopteryx ressli
- Coniopteryx riomunica
- Coniopteryx rondoniensis
- Coniopteryx rostrogonarcuata
- Coniopteryx sanana
- Coniopteryx sclerotica
- Coniopteryx sestertia
- Coniopteryx silvicola
- Coniopteryx simplex
- Coniopteryx simplicior
- Coniopteryx sinuata
- Coniopteryx spatulifera
- Coniopteryx squamata
- Coniopteryx squamifera
- Coniopteryx stenoptera
- Coniopteryx stuckenbergi
- Coniopteryx stylobasalis
- Coniopteryx sudanica
- Coniopteryx tagalica
- Coniopteryx tenuicornis
- Coniopteryx texana
- Coniopteryx tillyardi
- Coniopteryx tineiformis
- Coniopteryx tjederi
- Coniopteryx topali
- Coniopteryx torquata
- Coniopteryx triantennata
- Coniopteryx trihamantennata
- Coniopteryx trispina
- Coniopteryx tropica
- Coniopteryx tucumana
- Coniopteryx turneri
- Coniopteryx ujhelyii
- Coniopteryx unguicaudata
- Coniopteryx unguigonarcuata
- Coniopteryx unguihipandriata
- Coniopteryx unicef
- Coniopteryx unispinalis
- Coniopteryx vanharteni
- Coniopteryx venustula
- Coniopteryx verticicornis
- Coniopteryx westwoodii
- Coniopteryx virgina
- Coniopteryx vittiformis
- Coniopteryx wittmeri
- Coniopteryx vojnitsi
- Coniopteryx wowifuna
- Coniopteryx wuyishana
- Coniopteryx zomborii
- Coniopteryx zulu